# ジョン・グローヴァー
ジョン・グローヴァー（John Glover, 1944年8月7日 - ）は、アメリカ合衆国の俳優。日本では「ジョン・グローバー」と表記される場合もある。

## 来歴
1944年、メリーランド州ワイカミコ郡ソールズベリーに生まれる。父親はテレビのセールスマンだった。地元の高校を卒業後、ボルチモア郡タウソンに所在するタウソン大学に進学し、カレッジ在籍中にバージニア州南部の劇場「Barter Theatre」で俳優としてのキャリアを始動させた。その後、ビバリーヒルズの演劇学校で本格的に演技を学び、30年以上続いたソープオペラシリーズ『Search for Tomorrow』に準レギュラーとして出演するようになる。
1970年代から映画界にも進出し、テイラー・ハックフォード監督の『ホワイトナイツ/白夜』（1985年）で重要な役柄を演じたことから注目を浴び始めた。さらに、『3人のゴースト』（1988年）でのビル・マーレイ演じる主人公が毛嫌いするテレビマン役や、ジョー・ダンテ監督の『グレムリン2 新・種・誕・生』（1990年）でのダニエル・クランプ会長役、『バットマン & ロビン Mr.フリーズの逆襲』（1997年）でのジェイソン・ウッドルー博士役などでバイプレイヤーとしての評価を高めていく。
1990年代からはテレビドラマやテレビ映画を中心に活動を続け、2001年に放送を開始した『ヤング・スーパーマン』でのライオネル・ルーサー役はグローヴァーの当たり役ともなった。テレビアニメシリーズ『バットマン』や『スーパーマン』でのリドラー役を含め、DCコミックスが原作の作品には3本出演している。
エミー賞に5度ノミネートされており、1995年に出演した舞台『Love! Valour! Compassion!』ではトニー賞演劇助演男優賞を受賞している。2009年にも舞台『ゴドーを待ちながら』のラッキー役でトニー賞演劇助演男優賞にノミネートされた。2012年にはマイク・ニコルズ演出の『セールスマンの死』ブロードウェイ公演にベン役で参加し、2014年にはウィリアム・シェイクスピアによる喜劇『空騒ぎ』や悲劇『マクベス』に出演するなど、映画やテレビのみならず舞台での活動も目立っている。

## 私生活
父親がアルツハイマー病を発症したことがきっかけで、現在はアルツハイマー協会の一員である。
ゲイであることを公表しており、1993年から彫刻家のアダム・カーツマンとリレーションシップを続けている。

## 主な出演作品

### 映画
| 公開年 | 邦題 原題                                                | 役名                         | 備考                                                                |
| ------ | -------------------------------------------------------- | ---------------------------- | ------------------------------------------------------------------- |
| 1973   | シェイマス Shamus                                        | ジョニー                     |                                                                     |
| 1977   | アニー・ホール Annie Hall                                | アニーの元恋人               |                                                                     |
| 1977   | ジュリア Julia                                           | サミー                       |                                                                     |
| 1980   | ワイオミング The Mountain Men                            | ネイサン                     |                                                                     |
| 1980   | メルビンとハワード Melvin and Howard                     | フレース                     |                                                                     |
| 1981   | 縮みゆく女 The Incredible Shrinking Woman                | トム・ケラー                 |                                                                     |
| 1984   | 地獄で眠れ The Evil That Men to Do                       | ポール・ブリッグス           |                                                                     |
| 1985   | サイレント・ローズ/真実への序曲 An Early Frost           | ヴィクター                   | テレビ映画 エミー賞ミニシリーズ/テレビ映画部門助演男優賞 ノミネート |
| 1985   | ホワイトナイツ/白夜 White Nights                         | ウェイン・スコット           |                                                                     |
| 1986   | 恐怖の訪問者 A Killing Affair                            | シェブ・シェパード           |                                                                     |
| 1986   | アポロジー・変質殺人者の告白 Apology                     | フィリップ                   | テレビ映画                                                          |
| 1986   | デス・ポイント/非情の罠 52 Pick-Up                       | アラン・レイミー             |                                                                     |
| 1986   | ウィリィ・ミリィ Willy/Milly                             | フレッド・ナイスマン         |                                                                     |
| 1988   | 殺しのチェイス Moving Target                             | ドビンズ                     | テレビ映画                                                          |
| 1988   | マスカレード/甘い罠 Masquerade                           | トニー・ゲイトワース         |                                                                     |
| 1988   | ブルックリン・ヒーロー/一発大逆転 Hot Paint              | アルジャーノン               | テレビ映画                                                          |
| 1988   | ジブラルタル号の出帆 Rocket Gibraltar                    | ロロ・ロックウェル           |                                                                     |
| 1988   | チョコレート・ウォー The Chocolate War                   | ブラザー・レオン             |                                                                     |
| 1988   | 3人のゴースト Scrooged                                   | ブライス・カニングス         |                                                                     |
| 1989   | ライフ・オン・ジ・エッジ Meet the Hollowheads            | ヘンリー・ホローヘッド       |                                                                     |
| 1989   | ダイナマイト・セールスマン Traveling Man                 | チック・ビーラー             | テレビ映画                                                          |
| 1990   | グレムリン2 新・種・誕・生 Gremlin 2: The New Batch      | ダニエル・クランプ           |                                                                     |
| 1990   | ロボコップ2 RoboCop 2                                    | “マグナボルト”のセールスマン |                                                                     |
| 1990   | レッド・テキサス El Diablo                               | 宣教師                       | テレビ映画                                                          |
| 1990   | 町に背をむけて/環境汚染を訴えた男 An Enemy of the People | トマス・ストックマン博士     | テレビ映画                                                          |
| 1992   | DEA/コロンビア麻薬戦 Drug Wars: The Cocaine Cartel       | ロコ・ギャリソン             | テレビ映画                                                          |
| 1993   | ボディ・クッキング/母体蘇生 Ed and His Dead Mother       | A.J. パテル                  |                                                                     |
| 1994   | マウス・オブ・マッドネス In the Mouth of Madness         | サパースタイン               |                                                                     |
| 1995   | エスケープ Night of the Running Man                      | デレク・ミルズ               |                                                                     |
| 1995   | オートマティック2033 Automatic                           | ゴダード・マークス           |                                                                     |
| 1997   | バットマン & ロビン Mr.フリーズの逆襲 Batman & Robin     | ジェイソン・ウッドルー       |                                                                     |
| 1997   | 核弾頭メデューサ Medusa's Child                          | ロジャーズ・ヘンリー         | テレビ映画                                                          |
| 1998   | テンペスト The Tempest                                   | アンソニー・プロスパー       | テレビ映画                                                          |
| 1999   | ペイバック Pay Back                                      | フィル                       |                                                                     |
| 2014   | リアリティ Reality                                       | ゾグー                       |                                                                     |
| 2016   | WE GO ON 死霊の証明 We Go On                             | エリソン博士                 |                                                                     |
| 2019   | シャザム! Shazam!                                        | シヴァナ氏                   |                                                                     |

### テレビシリーズ
| 放映年    | 邦題 原題                                                             | 役名                       | 備考                                                    |
| --------- | --------------------------------------------------------------------- | -------------------------- | ------------------------------------------------------- |
| 1975      | 刑事コジャック Kojak                                                  | ビリー・ジョー             | 1エピソード                                             |
| 1986      | トワイライト・ゾーン Twilight Zone                                    | エイリアンの大使           | エピソード 『宇宙よりの使者』                           |
| 1986      | ジェシカおばさんの事件簿 Murder, She Wrote                            | アンドリュー・ダービン     | エピソード 『正義がもたらした結末』                     |
| 1987      | ジェシカおばさんの事件簿 Murder, She Wrote                            | フランツ・ミュラー         | エピソード 『白バラをスパイに贈れ』                     |
| 1987      | 特捜刑事マイアミ・バイス Miami Vice                                   | スティーヴ                 | 1エピソード                                             |
| 1989      | 愛と野望の果てに Pursuit                                              | マックス・ブロッドスキー   | 2エピソード                                             |
| 1990      | L.A.ロー 七人の弁護士 L.A. Law                                        | ポール・コーラー           | 1エピソード エミー賞ドラマ部門ゲスト男優賞 ノミネート   |
| 1991      | ハリウッド・ナイトメア Tales from the Crypt                           | エスブルック               | エピソード 『殺人鬼を撮れ!ビデオ・グーニーズの冒険』    |
| 1992-1994 | 恐竜家族 Dinosaurs                                                    | ベビーシッター             | 声の出演                                                |
| 1993      | サウス・ビーチ South Beach                                            | ロバーツ                   | 5エピソード                                             |
| 1993      | スタートレック:ディープ・スペース・ナイン Star Treck: Deep Space Nine | ヴェラド                   | 1エピソード                                             |
| 1993      | そりゃないぜ!? フレイジャー Frasier                                   | ネッド・ミラー             | 1エピソード エミー賞コメディ部門ゲスト男優賞 ノミネート |
| 1998      | ホミサイド/殺人捜査課 Homicide: Life on the Street                    | ネルソン・ブロイルズ       | 1エピソード                                             |
| 1998      | シカゴ・ホープ Chicago Hope                                           | マックス・デニングス       | 1エピソード                                             |
| 1998-1999 | Brimstone                                                             | 悪魔/天使                  | 13エピソード                                            |
| 2001-2011 | ヤング・スーパーマン Smallville                                       | ライオネル・ルーサー       | 145エピソード                                           |
| 2006-2008 | LAW & ORDER:犯罪心理捜査班 Law & Order: Criminal Intent               | デクラン・ゲイジ           | 2エピソード                                             |
| 2006-2009 | NUMBERS 天才数学者の事件ファイル Numb3rs                              | サイモン・クラフト         | 2エピソード                                             |
| 2009      | ブラザーズ&シスターズ Brothers & Sisters                              | ヘンリー・ミッター         | 1エピソード                                             |
| 2009      | HEROES Heros                                                          | サムソン・グレイ           | 1エピソード                                             |
| 2011      | ミディアム 霊能者アリソン・デュボア Medium                            | カーソン・チャーチル       | 1エピソード                                             |
| 2011-2015 | グッド・ワイフ The Good Wife                                          | ジャレッド・アンドリュース | 4エピソード                                             |
| 2014      | THE BLACKLIST/ブラックリスト The Blacklist                            | ブルース・サンダース       | 1エピソード                                             |
| 2014      | パーセプション 天才教授の推理ノート Perception                        | 悪魔                       | 1エピソード                                             |
| 2015      | エージェント・カーター Agent Carter                                   | 情報提供者                 | 1エピソード                                             |
| 2019      | The Good Fight/ザ・グッド・ファイト The Good Fight                    | ジャレッド・アンドリュース | 1エピソード                                             |
| 2021      | フィアー・ザ・ウォーキング・デッド Fear The Walking Dead              | テディー                   |                                                         |

### テレビアニメ
| 放映年    | 邦題 原題                              | 役名                        | 備考        |
| --------- | -------------------------------------- | --------------------------- | ----------- |
| 1992-1994 | バットマン Batman: The Animated Series | リドラー/エドワード・ニグマ | 3エピソード |
| 1993      | アニマニアックス Animaniacs            | ラスプーチン                | 1エピソード |
| 1998      | スーパーマン Superman                  | リドラー/エドワード・ニグマ | 1エピソード |
| 2012      | トロン：ライジング Tron: Uprising      | ダイソン                    | 3エピソード |